# Paramount Skydance Corporation
Paramount Skydance Corporation (operando sob o nome comercial Paramount) é um conglomerado multinacional americano de mídia e entretenimento, com sede nos estúdios da Paramount Pictures em Los Angeles, Califórnia, e escritórios em Santa Monica e Nova Iorque. A empresa foi formada em 7 de agosto de 2025, a partir da fusão entre a Paramount Global e a Skydance Media, incorporando a National Amusements à nova companhia. Suas ações são negociadas na NASDAQ sob o código “PSKY”.
A empresa atua em diversos segmentos da indústria do entretenimento, incluindo produção cinematográfica e televisiva, serviços de streaming, radiodifusão e televisão por assinatura. Seus principais ativos incluem a Paramount Pictures, a rede de televisão CBS, os serviços de streaming Paramount+ e Pluto TV, além de canais de TV por assinatura como MTV, Nickelodeon, Comedy Central, Showtime e BET. A companhia também opera internacionalmente diversos canais e redes de televisão por meio da Paramount International Networks e distribui seus conteúdos globalmente através da Paramount Global Content Distribution.
Além de suas operações centrais, a Paramount Skydance mantém negócios complementares, como salas de cinemas, produção de videogames e licenciamento de produtos oriundos de suas propriedades intelectuais, integrando suas marcas em múltiplas plataformas e regiões, consolidando-se como uma das maiores empresas de mídia e entretenimento do mundo.

## História

### Formação
Em 2023, após enfrentar dificuldades financeiras e buscar manter-se competitiva no setor de entretenimento, a controladora da Paramount Global, a National Amusements, passou a avaliar oportunidades de fusões e aquisições. Diversas empresas de destaque, como Sony Pictures, Warner Bros. Discovery, Apollo Global Management, Warner Music Group, Allen Media Group e Skydance Media, manifestaram interesse em explorar possíveis parcerias comerciais ou adquirir a companhia.
Após inicialmente firmarem um acordo de fusão com a Skydance, Paramount e Skydance cancelaram a proposta em 11 de junho devido a conversas insatisfatórias. Após uma pausa nas negociações, a Skydance conseguiu alcançar um acordo preliminar em 2 de julho de 2024 para realizar uma fusão tripartite entre ela própria, a National Amusements e a Paramount, dando origem ao que então era chamado de "Nova Paramount". Após a conclusão da fusão, o CEO da Skydance Media, David Ellison, tornou-se presidente do conselho e CEO da empresa combinada, enquanto Jeff Shell assumiu o cargo de presidente.
A Paramount afirmou, em fevereiro e maio de 2025, que esperava concluir a transação ainda na primeira metade do ano, mas isso não ocorreu. Com a aprovação do acordo ainda pendente, a primeira prorrogação automática, até 7 de julho de 2025, entrou em vigor em 8 de abril de 2025, seguida pela segunda prorrogação automática, até 4 de outubro de 2025, que entrou em vigor em 7 de julho de 2025. A SEC e a Comissão Europeia (CE) aprovaram a transação em fevereiro de 2025. Em 10 de março de 2025, a Skydance Media enviou uma carta à Federal Trade Commission (FTC) sobre o Project Rise Partners e sua oferta pela Paramount após o período de 45 dias de busca por ofertas concorrentes no verão de 2024. No final de março de 2025, o presidente da Comissão Federal de Comunicações (FCC), Brendan Carr, anunciou que empresas interessadas em fusão deveriam eliminar políticas voltadas à promoção de diversidade, equidade e inclusão (DEI).
Em 22 de julho de 2025, foi noticiado que a Oracle Corporation estava em negociações com a Skydance Media para um contrato de US$ 100 milhões por ano para fornecer software em nuvem, após a conclusão da aquisição da Paramount Global pela Skydance. Em 24 de julho, a FCC aprovou a fusão entre a Paramount Global e a Skydance Media, com a conclusão prevista para 7 de agosto. Diversos relatos públicos mencionaram uma possível troca de favores, segundo o qual a Paramount/CBS teria concordado em pagar US$ 16 milhões para encerrar um processo movido em nome do presidente Donald Trump, a fim de garantir a aprovação governamental da fusão. Relatos semelhantes também indicaram outra possível troca de favores, em que a CBS encerraria o programa The Late Show with Stephen Colbert para assegurar a aprovação da fusão. Executivos da CBS negaram ambas as alegações divulgadas publicamente e afirmaram que o encerramento do programa em 2026 foi puramente uma decisão financeira.
Em 4 de agosto, a Paramount Skydance anunciou parte de sua nova equipe de liderança ao lado de Ellison e Shell, com Andy Gordon assumindo os cargos de COO e diretor de estratégia; Cindy Holland liderando os serviços de streaming Paramount+ e Pluto TV; Dana Goldberg e Josh Greenstein co-liderando a Paramount Pictures; e o veterano da Paramount Global, George Cheeks, assumindo a liderança das redes de televisão. Também foi anunciado no mesmo dia que a empresa seria composta por três grandes unidades: estúdios (formada pela Paramount Pictures, Skydance Pictures, Nickelodeon Movies e outras divisões, como cinema, televisão e videogames), direct-to-consumer (Paramount+ e Pluto TV) e mídia televisiva (CBS, BET, MTV, Nickelodeon, entre outros). Foi ainda anunciada a fusão da MTV Entertainment Studios com a Skydance Television, formando uma nova versão da Paramount Television Studios, liderada por Matt Thunell. A supervisão das unidades de televisão seria dividida, com Thunell comandando a divisão de estúdios (focada nos serviços de streaming) e George Cheeks supervisionando a produção da divisão de mídia televisiva (focada nas redes lineares), incluindo South Park.
Em 5 de agosto, a Paramount Skydance anunciou a demissão de cerca de 1.000 funcionários e um corte de US$ 2 bilhões nos custos operacionais, além de demonstrar interesse em uma fusão entre Paramount+ e Pluto TV com o auxílio da Oracle Corporation. Após a fundação da empresa, Jeff Shell anunciou que a Paramount a venda das salas de cinema oriundas da National Amusements seria cogitada.

### Após a fusão
Em 8 de agosto de 2025, a Paramount anunciou que passaria a ter sua sede no complexo de estúdios da Paramount Pictures em Los Angeles, deixando o One Astor Plaza pela primeira vez desde que a primeira Viacom se mudou para lá em 1994. Em 11 de agosto, a Paramount anunciou um acordo de sete anos com o TKO Group, pelo qual o Ultimate Fighting Championship (UFC) será distribuído exclusivamente nos Estados Unidos. Os 13 principais eventos numerados do UFC e 30 “Fight Nights” serão exibidos em sua plataforma de streaming, Paramount+, com alguns eventos numerados selecionados também sendo transmitidos simultaneamente na CBS a partir de 2026. Em 13 de agosto, a Paramount anunciou que Top Gun 3, Star Trek e outros projetos se tornariam prioridades. Os executivos da Paramount planejam lançar vinte filmes por ano. Segundo Ellison, os filmes produzidos para streaming não serão prioridade.

## Unidades
A Paramount Skydance abrange três grandes segmentos de negócios:
- O Paramount Skydance Studios consiste nos estúdios de produção de cinema e televisão da empresa.
  - Paramount Motion Picture Group concentra-se na produção e distribuição de filmes para exibição cinematográfica, incluindo lançamentos sob a marca Paramount Pictures, a divisão homônima e principal da empresa, além dos selos Paramount Animation, Paramount Players e Nickelodeon Movies. Outros ativos incluem Skydance Productions, Skydance Animation (e sua subsidiária Skydance Animation Madrid), Skydance Sports, Republic Pictures, Miramax e 50% da United International Pictures. A Paramount Pictures também inclui o Paramount Studio Group (estúdios físicos e pós-produção), instalações de produção e o complexo de estúdios, além de arquivos para restauração e preservação voltados para a Paramount Home Entertainment e a Paramount Music.[41]
  - Paramount Television Studios foca na produção de conteúdo televisivo, principalmente para serviços de streaming.
  - Paramount Experiences concentra-se no varejo e licenciamento de produtos da Paramount Consumer Products, além de incluir alguns parques temáticos e os estúdios de videogames Skydance Interactive e New Media.[42]
- O Paramount Skydance Direct-to-Consumer engloba os serviços globais de streaming, incluindo Paramount+, Pluto TV, SkyShowtime (50% com a Comcast por meio do Sky Group), CBS News 24/7, CBS Sports HQ e uma participação não divulgada na FuboTV, adquirida em 2020.[43]
- A Paramount Skydance TV Media abrange os canais de televisão lineares nacionais e internacionais da empresa. A divisão também supervisiona a Nickelodeon Productions (incluindo seu estúdio de animação e Avatar Studios), See It Now Studios e 50% do South Park Digital Studios.
  - A CBS Entertainment gerencia CBS, CBS Studios, CBS Media Ventures (incluindo Big Ticket Television), CBS News and Stations e CBS Sports, além de possuir 12,5% da The CW, junto com a Warner Bros. Discovery e o Nexstar Media Group.
  - BET Media Group (incluindo BET Studios) é responsável pelos canais com a marca BET.
  - A Paramount Media Networks abrange os canais de TV por assinatura da Paramount nos Estados Unidos, como MTV, Nickelodeon (incluindo TeenNick, Nicktoons, Nick Jr.), Comedy Central, TV Land, Paramount Network, Logo, CMT, Pop TV, Showtime, The Movie Channel, Flix, VH1 e Smithsonian Channel.
  - A Paramount International Networks inclui certas versões internacionais dos canais de televisão da empresa, divididas em três polos regionais: Reino Unido e Austrália, Europa, Oriente Médio, África e Ásia (EMEAA) e Américas, além de redes de televisão regionais (como o Channel 5 no Reino Unido, a Network 10 na Austrália, a Telefe na Argentina e a Chilevisión no Chile). A divisão também co-administra canais que antes pertenciam à CBS na Europa junto à AMC Networks International.
  - A Paramount Global Content Distribution atua como braço de distribuição internacional para os canais de televisão e serviços de streaming da Paramount.

Outros negócios que agora fazem parte da Paramount Skydance incluem as atuais subsidiárias da National Amusements, como a Showcase Cinemas e a operação brasileira da UCI Cinemas.